# Eremobelba graciosa
Eremobelba graciosa är en kvalsterart som beskrevs av Sandór Mahunka 1984. Eremobelba graciosa ingår i släktet Eremobelba och familjen Eremobelbidae. Inga underarter finns listade i Catalogue of Life.